# イッツ・ライク・ザット (マライア・キャリーの曲)
「イッツ・ライク・ザット」（It's Like That）は、アメリカ合衆国の歌手マライア・キャリーの10作目のスタジオ・アルバム『MIMI』（2005年）のためにマライア、ジャーメイン・デュプリ、マニュエル・シール、ジョンテイ・オースティンによって楽曲製作され、マライア、デュプリ、シールの3者がプロデュースした楽曲。
この楽曲はアルバムからの先行シングルとしてリリースされ、いくつかの国でトップ20入りのヒットを記録している。アメリカ合衆国では、2006年のグラミー賞でBest Female Pop Vocal Performance賞にノミネートされた。
アルバムリリース前後時期のマライアのキャリアのなかでは最も成功した分類に入る楽曲のひとつで、アメリカ合衆国の総合シングルチャートBillboard Hot 100では最高位16位を記録、チャートには20週留まった。

## 規格と収録曲
イギリス CDシングル/ヨーロッパ CDシングル
1. イッツ・ライク・ザット（メイン）
2. イッツ・ライク・ザット（デヴィッド・モラレス・ラジオ・ミックス）

イギリス CDマキシ・シングル/ヨーロッパ CDマキシ・シングル
1. イッツ・ライク・ザット（メイン）
2. イッツ・ライク・ザット（ノー・ラップ）
3. イッツ・ライク・ザット（デヴィッド・モラレス・クラブ・ミックス）
4. イッツ・ライク・ザット（デヴィッド・モラレス・クラシック・ミックス）
5. イッツ・ライク・ザット (Stereo Experience)

日本 CDシングル(UICL-5018)
1. イッツ・ライク・ザット（メイン）
2. イッツ・ライク・ザット（ノー・ラップ）
3. イッツ・ライク・ザット（デヴィッド・モラレス・ラジオ・ミックス）
4. イッツ・ライク・ザット（デヴィッド・モラレス・クラブ・ミックス）

デジタルEP
1. It's Like That (Club Mix) - 3:23
2. It's Like That (No Rap) - 3:02
3. It's Like That (Instrumental) - 3:22
4. It's Like That (Scott Storch Remix) (feat. Fat Joe) - 3:32
5. It's Like That (Scott Storch Remix Instrumental) - 3:34
6. It's Like That (David Morales Classic Mix) - 8:58
7. It's Like That (David Morales Club Mix) - 8:26
8. It's Like That (David Morales Radio Mix) - 3:24
9. It's Like That (Stereo Experience) - 10:45

## チャート成績
| チャート（2005年）               | 最高順位 |
| -------------------------------- | -------- |
| イギリス（全英シングルチャート） | 4        |
| アメリカ（Billboard Hot 100）    | 16       |